# Club Deportivo Básico Balonmano Aragón
Il Club Deportivo Básico Balonmano Aragona è una squadra di pallamano spagnola avente sede a Saragozza.

È stata fondata nel 2003.

Disputa le proprie gare interne presso il Pabellón Príncipe Felipe di Saragozza il quale ha una capienza di 11.000 spettatori.